# Hadena brunnea
Hadena brunnea är en fjärilsart som beskrevs av Tutt 1892. Hadena brunnea ingår i släktet Hadena och familjen nattflyn. Inga underarter finns listade i Catalogue of Life.